# Phil Taylor
Philip John Taylor, mais conhecido como Phil Taylor ou "Philthy Animal" Taylor (do inglês: "Animal Imundo"), (Chesterfield, 21 de setembro de 1954 — Londres, 11 de novembro de 2015), foi o baterista da banda britânica Motörhead de 1975 a 1984 e de 1987 a 1992. Ele fez parte da chamada "formação clássica" do Motörhead, com Lemmy Kilmister e Eddie Clarke.
Através do Facebook o ex-guitarrista do Motörhead "Fast" Eddie Clarke, publicou sobre a morte de Philthy "Animal" Taylor, o baterista da formação clássica do Motörhead. Phil Taylor morreu a 1h15m do dia 12 de novembro de 2015,  com 61 anos de idade. Segundo sua nota, Philthy "Animal" Taylor já andava doente há algum tempo. A insuficiência hepática foi citada como uma causa.
Ficou em 39° lugar na lista dos "50 melhores bateristas de hard rock e metal de todos os tempos" do site Loudwire. Em 2015, seu nome novamente figurou em outra lista de "melhores", quando apareceu na 47a posição da lista 60 Pesos Pesados da Bateria elaborada pela revista Roadie Crew.

## Discografia

### Motörhead
- On Parole (1975/1979)
- Motörhead (1977)
- Overkill (1979)
- Bomber (1979)
- Ace of Spades (1980)
- No Sleep 'til Hammersmith (1981)
- Iron Fist (1982)
- Another Perfect Day (1983)
- Rock 'n' Roll (1987)
- 1916 (1991)
- March ör Die (1992)

### Outras gravações
- The Muggers (álbum) The Muggers Tapes. Gravação ao vivo em um breve período de 4 shows com Phil na bateria, Fast Eddie Clarke na guitarra, John 'Speedy' Keen, também na guitarra, e Billy Wrath no baixo. O álbum foi lançado como 'bônus' da coletânea 'Best of Motorhead'.
- Philthy Phil & Fast Eddie (álbum) Naughty Old Santa's Christmas Classics (1989)
- GMT One By One 12" single (1989)
- GMT War Games, CD com as mesmas faixas + uma outra (1991)
- The Deviants Have Left The Planet (álbum): tocou bateria com amigos de Ladbroke Grove Mick Farren no vocal, Larry Wallis na guitarra, etc. (1999)
- Sheep In Wolves' Clothing, CD tributo do fan club Motorheadbangers.  Mick Farren (The Deviants) vocal, Andy Colquhoun, guitarra, David Ito, baixo e Philthy, bateria; regravaram a música 'Lost Johnny', de Motörhead / Farren,  para o CD - lançado em  7 de Abril de 2008.

### Outras participações
- Taylor aparece, vertido de drag, em meio do vídeo promocional do Girlschool para a sua música "Yeah, Right".[4]
- Classic Albums - Ace Of Spades DVD. Taylor está em uma entrevista e toca bateria em várias músicas do clássico álbum Ace Of Spades.